# Louise Brooks
Mary Louise Brooks (Cherryvale, 14 de novembro de 1906 - Rochester, 8 de agosto de 1985), era uma atriz, modelo e dançarina norte-americana conhecida como um símbolo flapper e por popularizar o corte de cabelo liso e curto que lançou moda e se tornou um ícone dos anos 20.
Brooks é mais conhecida como a protagonista de três filmes realizados na Europa: A Caixa de Pandora (1929), Diário de Uma Garota Perdida (1929) e Miss Europe (1930); os dois primeiros feitos por G. W. Pabst. Ela estrelou dezessete filmes mudos e oito filmes falados antes de se aposentar em 1938. Brooks publicou sua auto-biografia, Lulu em Hollywood, em 1982; Três anos depois, ela morreu de ataque cardíaco aos 78 anos de idade.

## Primórdios

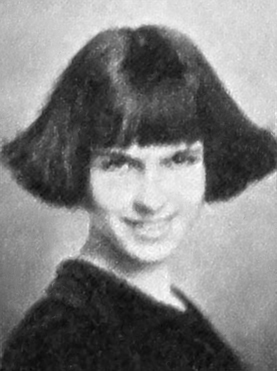
Louise Brooks no ensino médio em 1922

Louise Brooks, nascida em 14 de novembro de 1906 em Cherryvale, Kansas, era filha de Leonard Porter Brooks, um advogado, que costumava estar muito ocupado com seu trabalho para disciplinar seus filhos, e Myra Rude, uma mãe artista que determinou que qualquer um dos "pirralhos que ela produziu poderiam cuidar de si mesmos". Rude era uma talentosa pianista que interpretava as mais recentes canções de Debussy e Ravel para seus filhos, inspirando-os com o amor pelos livros e música. Foi assim que ela influenciou Brooks a se tornar uma dançarina, que com apenas 4 anos de idade já estava nos palcos de sua cidade.

Quando tinha nove anos de idade, um vizinho abusou sexualmente de Louise. Este acontecimento teve uma grande influência na vida e carreira de Brooks, fazendo com que ela dissesse nos seus últimos anos que ela era incapaz de sentir amor verdadeiro e que esse homem 
"deveria ter tido muito a ver com a formação da minha atitude em relação ao prazer sexual. Para mim, homens agradáveis, suaves e fáceis nunca foram suficientes - tinha que haver um elemento de dominação". 
Quando Brooks finalmente contou a sua mãe do incidente, muitos anos depois, sua mãe sugeriu que deveria ter sido culpa de Louise por "provocá-lo".
Brooks começou sua carreira de entretenimento como dançarina, juntando-se à primeira companhia de dança moderna dos Estados Unidos, a Denishawn Dance Company, em Los Angeles (cujos membros incluíram os fundadores Ruth St. Denis e Ted Shawn, bem como a jovem Martha Graham) em 1922, com 15 anos de idade. Em 1923, faz diversas apresentações nos Estados Unidos e Canadá, sempre com muito sucesso. Um longo conflito pessoal entre Brooks e St. Denis acabou acontecendo, o que fez St. Denis despedir abruptamente Brooks da trupe em 1924, dizendo-lhe na frente dos outros membros: "Eu estou dispensando você da companhia, porque você quer vida entregue a você em uma bandeja de prata".  As palavras deixaram uma forte impressão em Brooks; quando elaborou um esboço para um livro autobiográfico planejado em 1949, "A Bandeja de Prata" foi o título que ela deu ao décimo e último capítulo.
Graças a sua amiga Barbara Bennett (irmã de Constance e Joan), Brooks quase que imediatamente encontrou outro emprego como menina de coro nos "Scandals" de George White, seguida de uma aparição como dançarina em destaque na edição de 1925 do Ziegfeld Follies na Broadway. Como resultado de seu trabalho no Follies, ela chamou a atenção do produtor da Paramount Pictures, Walter Wanger, que a faz assinar um contrato de cinco anos com o estúdio em 1925. Ela também foi notada por Charlie Chaplin, que estava na cidade para a estréia de seu filme Em Busca do Ouro. Os dois tiveram um caso de dois meses naquele verão.
Foi, sem dúvida, uma atriz à frente de seu tempo. Dona de uma beleza incomum, também era dotada de uma personalidade fortíssima e uma determinação sem igual. Numa época em que a maioria dos atores e atrizes, para ter trabalho, tornavam-se submissos e eram explorados ao máximo, mal pagos, e frequentemente nem tinham seus nomes exibidos nos créditos dos filmes, o temperamento de Louise era por demais explosivo, e ela, ao não aceitar as normas vigentes na ainda jovem Hollywood, incomodou muito aos donos de estúdios.

## Carreira

### Filmes americanos
Brooks estreou nas telas no filme mudo The Street of Forgotten Men (1925), em um papel não acreditado. Nessa mesma época se muda para Hollywood. Em pouco tempo, ela já estava atuando como protagonista em uma série de comédias leves, estrelando filmes com nomes de peso como Adolphe Menjou e W. C. Fields, entre outros.
Em um drama inicialmente sonoro, Mendigos da Vida (1928), de William A. Wellman, Brooks interpreta Nancy, uma menina abusada por seu pai adotivo, que o mata em um momento de desespero. Jim (Richard Arlen), um sem-teto, vê o assassinato e convence Nancy a se disfarçar de homem e escapar da lei "pegando carona" em trens com ele. Em um acampamento de sem-teto, ou "selva", eles conhecem outro sem-teto, Oklahoma Red (Wallace Beery). O disfarce de Nancy logo é descoberto e ela se encontra a única mulher em um mundo de homens brutais e carentes de sexo. Grande parte deste filme foi filmado em locação real, também teria tido uma das primeiras cenas de fala experimental dos filmes.
A essa altura em sua vida, ela estava se misturando com os ricos e famosos, e era uma convidada regular de William Randolph Hearst e sua amante, Marion Davies, em San Simeon, sendo amiga íntima da sobrinha de Davies, Pepi Lederer. Seu chamativo corte de cabelo ajudou a iniciar uma tendência: muitas mulheres modelaram seus cabelos imitando-a  e também a sua colega estrela de cinema Colleen Moore. Nessa mesma época, ela foi notada na Europa por seu papel de vamp na filme mudo A Girl in Every Port (1928), de Howard Hawks, chamando a atenção de G. W. Pabst. Pabst estava há meses procurando por uma atriz para o papel de protagonista em seu novo filme. Quando descobre Brooks, Pabst quase que imediatamente entra em contato com a Paramount para pedi-la "emprestada", mas o estúdio nega, e nem sequer comunica a proposta a Louise.
Também em 1928, logo após o filme Beggars Of Life, Brooks discute com o produtor B. P. Schulberg, após o mesmo lhe negar um aumento prometido, e acaba deixando a Paramount, mesmo com o estúdio tentando amedrontá-la com a chegada do cinema sonoro. Apenas 30 anos depois, este movimento rebelde viria a ser considerado como o mais experiente de sua carreira, garantindo sua imortalidade como uma lenda de cinema mudo e de espírito independente. Louise acaba descobrindo a proposta de Pabst e embarca rumo à Alemanha para gravar o filme que viria a ser o seu maior sucesso: A Caixa de Pandora.
Durante esse tempo em que passou na Europa, a Paramount tentou contatá-la desesperadamente. O motivo? Antes de Brooks deixar o estúdio, havia acabado de gravar The Canary Murder Case (1929). O filme, que era inicialmente mudo, estava passando por um processo de edição para se tornar sonoro. e precisavam de Brooks para dublar sua personagem. Louise ignorou todas as formas de contato que o estúdio tentou fazer com ela, mas no final de 1929, quando retornou a Hollywood, o estúdio conseguiu fazer sua proposta. O cachê era bem alto para a época, U$ 10.000 dólares, mas Brooks, ainda aborrecida, recusou. Os produtores, então, fizeram um ultimato: Ou Louise aceitava, ou nunca mais trabalharia em Hollywood, no que Louise respondeu: "Quem quer trabalhar em Hollywood?", virou as costas e saiu. A atriz Margaret Livingston foi contratada para interpretar a voz de Brooks para o filme.
A Paramount cumpriu o que prometeu, e o fez muito bem, espalhando para cada estúdio que a voz de Brooks era inadequada e horrível quando gravada, e por isso não poderia dublar o filme. Num momento em que o cinema deixava de ser mudo e produções sonoras tomavam conta do mercado, a mentira teve um efeito fulminante na carreira de Louise, e fez com que ela fosse encostada em definitivo pelos produtores e esquecida pelo público.

### Na Europa
Uma vez na Alemanha, estrelou o filme A Caixa de Pandora (1929), filme dirigido por Georg Wilhelm Pabst em seu período de Nova Objetividade, baseado em duas peças de Frank Wedekind (Erdgeist e Die Büchse der Pandora). No filme ela interpreta Lulu, uma mulher sedutora, que hipnotiza e destrói todos os homens que se aproximam dela. Há quem diga que sua tumultuada vida amorosa teria lhe servido de inspiração para a personagem. Este filme é notável por seu tratamento verdadeiro sobre os costumes sexuais modernos da época, incluindo uma das primeiras retratações lésbicas do cinema, com a Condessa Anna Geschwitz que era apaixonada por Lulu.
Brooks, logo depois, estrelou o drama social controverso Diário de Uma Garota Perdida (1929), baseado no livro de Margarete Böhme e também dirigido por Pabst. O filme  conta a história da jovem e inocente Thymian, que pós descobrir o suicídio de sua governanta - que foi estuprada e engravidada por seu pai Robert, é abusada pelo assistente de seu pai e fica grávida dele, sendo mandada para um rigoroso reformatório. Thymian foge do local numa rebelião feita pelas outras alunas e, sem rumo, acaba por se tornar uma prostituta.
Já o terceiro e último filme gravado na Europa é Miss Europe (1930), esse sendo filmado pelo diretor italiano Augusto Genina na França. Nesse filme Brooks interpreta Lucienne Garnier, uma datilografa de um jornal parisiense. Com o sonho de ser famosa, Lucienne envia sua fotografia ao Concurso Miss França. Para o espanto de todos - e o descontentamento de seu namorado André (Georges Charlia) - ela ganha o concurso e é sugada por um redemoinho de fotos e entrevistas do concurso Miss Europa na Espanha. Aqui, ela é confrontada por André, que com raiva exige que ela desista dessa tolice e volte para casa. Mas a atração da fama e da fortuna é muito forte, e, em breve, Lucienne assina o contrato para fazer um filme. O final é surpreendente.
Todos esses filmes foram fortemente censurados, pois eram muito "adultos" e considerados chocantes na época por suas representações de sexualidade, bem como sua sátira social.

## Vida após os filmes
Em 1931, ela foi escalada para dois filmes comerciais: God's Gift to Women (1931) e It Pays to Advertise (1931). Suas atuações nesses filmes, no entanto, foram amplamente ignoradas, e poucas outras ofertas de emprego foram oferecidas devido à sua "lista negra" informal.
Apesar disso, William A. Wellman, seu diretor em Mendigos da Vida, ofereceu-lhe o papel de protagonista em seu novo filme, Inimigo Público (1931), estrelado por James Cagney. No entanto, Brooks recusou o papel para visitar o seu então amante, George Preston Marshall, na cidade de Nova York, fazendo que o papel fosse para Jean Harlow, que teve sua própria ascensão ao estrelato como resultado. Brooks mais tarde explicou-se a Wellman dizendo que ela não odiava fazer filmes, mas simplesmente "odiava Hollywood". Apesar de que, de acordo com o historiador de filmes James Card, que conheceu Brooks intimamente mais tarde em sua vida, "Ela simplesmente não estava interessada ... Ela estava mais interessada em Marshall". Na opinião do biógrafo de Brooks, Barry Paris, "Recusar Inimigo Público marcou o real fim da carreira cinematográfica de Louise Brooks". Ela fez mais um filme naquela época, um curta de comédia, Windy Riley Goes Hollywood (1931), dirigida pelo oficialmente banido de Hollywood, Roscoe "Fatty" Arbuckle, trabalhando sob o pseudônimo de "William Goodrich".
Brooks declarou falência em 1932 e começou a dançar em casas noturnas para ganhar a vida. Ela tentou um retorno em 1936 fazendo uma ponta no Western Empty Saddles, o que levou Columbia a lhe oferecer um teste, aparecendo no musical de When You're in Love (1937), não creditada, como uma bailarina especialista no coro. Ela fez mais dois filmes depois disso, incluindo o par romântico de John Wayne no filme Overland Stage Raiders (1938), um Western barato , com um longo penteado que a deixava irreconhecível de seus dias de Lulu. Foi seu último filme.

Brooks retornou brevemente a Wichita, onde ela foi criada. 
"Mas isso acabou por ser outro tipo de inferno", disse ela. "Os cidadãos de Wichita me ressentiram por ter sido um sucesso ou me desprezaram por ser um fracasso. E eu não estava exatamente encantada com eles. Devo confessar uma maldição vitalícia: meu próprio fracasso como criatura social". 
Depois de uma tentativa mal sucedida de dirigir um estúdio de dança, em 1943 ela voltou para Nova York e, conseguindo trabalho como atriz de rádio e colunista de fofocas na Rádio CBS. Nos anos seguintes, esquecida pelo cinema e pelo público, ganha seu sustento de várias formas, trabalhando como vendedora em uma loja da Sak's Fifth Avenue em Nova York e depois vivendo como prostituta, com alguns homens ricos selecionados como clientes.
"Descobri que a única carreira bem remunerada que me foi aberta, como uma atriz mal sucedida de trinta e seis anos, era a de uma garota de programa ... e (eu) comecei a flertar com as fantasias relacionadas a pequenas garrafas cheias de pílulas amarelas para dormir."
Brooks tinha sido alcoólatra desde os 14 anos, mas manteve-se relativamente sóbria para começar a escrever sobre filmes, o que se tornou sua segunda carreira. Durante este período, em 1948, ela começou seu primeiro grande projeto de escrita, uma autobiografia chamada Naked on My Goat, um título tirado do Fausto de Goethe. Depois de trabalhar no livro por vários anos, ela destruiu o manuscrito jogando-o em um incinerador. Frustrada, ela teria justificado dizendo que "Ao escrever a história de uma vida, acho que o leitor não pode entender a personalidade e as ações de uma pessoa ao menos que sejam explicados os amores, ódios, e conflitos sexuais dessa pessoa. Não estou disposta a escrever a verdade sexual que tornaria minha vida digna de ser lida". Apesar disso, daí para a frente dedica-se quase que exclusivamente à literatura, até que seu seu livro Lulu in Hollywood torna-se um best seller.

### Redescoberta
Em 1955, na exposição "60 Anos de Cinema" realizada no Museu de Arte Moderna, em Paris, foi colocado na entrada do prédio, em grande destaque, um imenso pôster de Louise. Perguntado porque havia escolhido Louise para aquela posição de honra e não Greta Garbo ou Marlene Dietrich, atrizes bem mais populares na época, o diretor da Cinemateque Française, Henri Langlois, fez a declaração que se tornaria eterna: "Não existe Garbo. Não existe Dietrich. Existe apenas Louise Brooks". Os historiadores do cinema francês redescobriram seus filmes no início da década de 1950, proclamando-a como uma atriz que superou até Marlene Dietrich e Greta Garbo como um ícone do cinema. Isso levaria as contínuas restaurações dos filmes de Louise. reabilitando sua reputação em seu país de origem.
James Card, curador da sessão cinematográfica do George Eastman House, descobriu que Brooks vivia como uma reclusa na cidade de Nova York nessa época e a persuadiu para que se mudasse para Rochester, Nova York para que ficasse perto da coleção de filmes da George Eastman House. Com sua ajuda, ela tornou-se um notável escritora de cinema. Uma coleção de seus escritos, Lulu in Hollywood, foi publicada em 1982. Ela foi descrita pelo cineasta Kenneth Tynan em seu ensaio, "The Girl in The Black Helmet", cujo título era uma alusão ao seu cabelo, usado desde criança, um penteado que ela ajudou a popularizar junto com atrizes anteriores, como Colleen Moore.
Ela raramente deu entrevistas, mas teve relações especiais com os historiadores do cinema John Kobal e Kevin Brownlow. Na década de 1970, ela foi entrevistada extensivamente, em filmes, para os documentários Memories of Berlin: The Twilight of Weimar Culture (1976), produzido e dirigido por Gary Conklin e para a série documental Hollywood (1980) de Brownlow e David Gill. Lulu in Berlim (1984) é outra entrevista filmada rara, produzida por Richard Leacock e Susan Woll, lançada um ano antes da morte, mas filmada uma década antes. O autor Tom Graves foi aceito no apartamento de Brooks para uma entrevista em 1982 e, mais tarde, escreveu sobre a conversa às vezes torpe e tensa em seu artigo "My Afternoon With Louise Brooks" que é a parte principal de seu livro "Louise Brooks, Frank Zappa, & Other Charmers & Dreamers".

## Vida pessoal

### Casamentos e relacionamentos
No verão de 1926, Brooks casou-se com Eddie Sutherland, diretor do filme que ela fez com o W. C. Fields, mas em 1927 ficaria "terrivelmente apaixonada" por George Preston Marshall, dono de uma cadeia de lavanderias e futuro dono do time de futebol Washington Redskins, depois de uma reunião casual com ele que mais tarde ela se referiu como "o encontro mais fatídico da minha vida". Ela se divorciou de Sutherland, principalmente devido ao crescimento de seu relacionamento com Marshall, em junho de 1928.
Em 1933, ela se casou com o milionário de Chicago, Deering Davis, filho de Nathan Smith Davis, Jr., mas o deixou repentinamente em março de 1934 após apenas cinco meses de casamento, "Sem um adeus... e deixando apenas uma nota de suas intenções " para trás. De acordo com Card, Davis era apenas "outro admirador elegante e rico", nada mais. O casal se divorciou oficialmente em 1938.
Apesar de seus dois casamentos, ela nunca teve filhos, referindo-se a si mesma como "Barren Brooks". Seus muitos amantes anteriores incluíram o jovem William S. Paley, o fundador da CBS. De acordo com Louise Brooks: Looking For Lulu, Paley forneceu um pequeno saldo mensal para Brooks pelo resto de sua vida e, de acordo com o documentário, essa mesada impediu-a de se suicidar em certo ponto.
Ela teve um relacionamento com George Preston Marshall durante as décadas de 1920 e 1930 (que ela descreveu como "abusivo"). Ele foi o maior motivo pelo qual ela conseguiu garantir um contrato com G. W. Pabst. Marshall repetidamente pediu para que ela se casasse com ele, mas depois de descobrir que ela teve muitos casos enquanto eles estavam juntos, casou-se com a atriz de cinema Corinne Griffith, em vez disso.

### Sexualidade
Por sua reconhecimento próprio, Brooks era uma mulher sexualmente liberada, sem medo de experimentar, até mesmo posando completamente nua para a uma revista de arte, e seus casos com muitas pessoas da indústria do cinema eram lendários, embora muito deles sejam apenas boatos.

Brooks gostava de promover a especulação sobre sua sexualidade, cultivando amizades com mulheres lésbicas e bissexuais, incluindo Pepi Lederer e Peggy Fears, mas evitando relacionamentos. Ela admitiu algumas flertes lésbicos, incluindo uma noite de sexo casual com Greta Garbo. Ela descreveu mais tarde Garbo como masculina, mas uma "amante encantadora e terna". Apesar de tudo isso, ela não se considerava lésbica nem bissexual:
"Tive muita diversão escrevendo "A sobrinha de Marion Davies"  '[um artigo sobre Pepi Lederer], deixando o tema lésbico com pontos de interrogação. Toda a minha vida foi divertida para mim... Quando eu morrer, acredito que os escritores de cinema vão se prender na história de que eu sou lésbica... fiz muitas coisas para torná-la credível [...] Todas as minhas amigas foram lésbicas. Mas esse é um ponto em que eu concordo positivamente com [Christopher] Isherwood: Não existe tal coisa como bissexualidade. As pessoas comuns, embora possam acomodar-se, por razões de prostituição ou casamento, são de um sexo. Por curiosidade, eu tive dois casos com meninas - eles não fizeram nada por mim."

## Morte
Sofrendo por muitos anos de artrite deformante e enfisema, Louse Brooks faleceu no dia 8 de agosto de 1985, aos 78 anos de idade, em Nova Iorque. Brooks foi encontrada morta, vitimada por um ataque cardíaco. Ela foi sepultada Holy Sepulchre Cemetery, na cidade de Rochester, Nova York.

## Legado
Como é o caso de muitos de seus contemporâneos, muitos dos filmes de Brooks, de acordo com o documentário Looking for Lulu, são considerados perdidos. Seus filmes mais famosos sobrevivem, em particular A Caixa de Pandora e Diário de Uma Garota Perdida, ambos lançados em DVD.
Miss Europe e The Show Off também viram lançamento de DVD. Seu curta-metragem (e um de seus poucos filmes sonoros) Windy Riley Goes Hollywood foi incluído no lançamento do DVD de Diário de Uma Garota Perdida. Seu último filme, Overland Stage Raiders, foi lançado em 2012 em DVD.

### Curiosidades
A atriz também serviu de inspiração para a personagem Valentina de Guido Crepax, bem como figura como interveniente na banda desenhada da série Corto Maltese, de Hugo Pratt.